# Cosme Castro
Cosme Castro Vargas (La Piedad, Michoacán, México, 1 de enero de 1981). Es un exfutbolista mexicano que jugaba en la demarcación de mediocampista, completo de perfil diestro, de buena recuperación y buen ataque, era usado con buenos resultados como defensa lateral.

## Trayectoria
Empezó su carrera en las fuerzas básicas del Puebla Fútbol Club donde debutó profesionalmente a los 20 años en el invierno 2000, portando el dorsal 40. Al mismo tiempo se desempeñaba con Ángeles de Puebla en la Primera A
De inmediato llama la atención. Para el Apertura 2003 es transferido al Monarcas Morelia donde tiene cierta regularidad, pero va decayendo un poco y parece comenzar a perderse. Para el Apertura 2004 pasa a Cruz Azul, donde buscará consolidarse.
Fue contratado por seis meses con Delfines de Coatzacoalcos donde se quedó sin jugar.
Para el apertura 2010 fue fichado por Altamira FC luego de 5 años sin jugar.
Tras su retiro como jugador empezó dirigiendo en Reboceros de La Piedad en la Tercera División de México, donde todavía dirigía hacia 2014.

### Clubes
| Club                | País                | Año         | Partidos | Goles | Media |
| ------------------- | ------------------- | ----------- | -------- | ----- | ----- |
| Puebla F.C.         | México              | 2000 - 2003 | 62       | 2     | 0.03  |
| Monarcas Morelia    | México              | 2003 - 2004 | 13       | 1     | 0.08  |
| Cruz Azul F.C.      | México              | 2004 - 2005 | 4        | 0     | 0     |
| Coatzacoalcos       | México              | 2005        | 9        | 0     | 0     |
| Altamira F.C.       | México              | 2010 - 2011 | 16       | 0     | 0     |
| Total en su carrera | Total en su carrera | 2000 - 2010 | 104      | 3     | 0.26  |

## Selección nacional
Jugó con la selección de fútbol sub-23 de México en los Juegos Panamericanos de 2003 donde se colgó el bronce y estuvo en algunos partidos de preolímpico 2004 y algunos partidos rumbo a los Juegos Olímpicos de 2004.

### Preolímpico 2004
| Torneo                                 | Sede           | Resultado   |
| -------------------------------------- | -------------- | ----------- |
| Torneo Preolímpico de la Concacaf 2004 | Estados Unidos | Clasificado |

## Estadísticas

### Resumen estadístico
| Competencia                | Partidos | Goles |
| -------------------------- | -------- | ----- |
| Primera División de México | 82       | 3     |
| Liga de Ascenso de México  | 25       | 0     |
| Total                      | 107      | 3     |